# Famille d'Achard (Dauphiné)
Pour les articles homonymes, voir Achard.
La famille d'Achard, puis Achard-Ferrus, est une ancienne famille noble, probablement originaire du Comtat Venaissin, éteinte au XVIIIe siècle.
Grosdidier de Maton (2003) la présente comme une famille noble gapençaise de religion réformée, titrée marquis de Sainte-Colombe par courtoisie. 

## Histoire
Jacques Augustin Galiffe (1829), historien et généalogiste suisse, indiquait qu'une famille noble Achard était installée à Genève vers la fin du XVe siècle,. Deux de ses membres, Etienne et Antoine sont membres du Petit Conseil, respectivement en 1459 et 1478. Barthélemi † 1559, seigneur de la Baume et fils d'Antoine, part s'installer en Avignon, d'où la famille est probablement originaire. Il a la qualité de citoyen d'Avignon. La famille s'installe ensuite en Dauphiné. Les quatre fils de Barthélemi, de confession catholique, semble avoir perdu leur droit de cité. En 1570, Victor Achard, seigneur de Sainte-Colombe, est reçu habitant de Genève. Galiffe établit deux généalogies de la famille au cours de son implantation à Genève, toutefois Foras relève que les « deux versions ne concordent pas exactement », préférant la seconde « censée corriger la première, en prenant seulement la filiation directe ».
Antoine II d'Achard, seigneur de Veynes en 1564, épouse Honorade de Ferrus et relève son nom,.
Une branche s'installe en Savoie qui possède la seigneurie du Rosey, (Rosey, Rosay ou Rosets), sur l'actuelle commune de Thyez, dans la province de Faucigny.

## Personnalités
Principales personnalités : 
- Etienne et Antoine, membres du Petit Conseil, respectivement en 1459 et 1478[3].
- Guillaume, coseigneur de Veynes,
- Charles, seigneur de Chauvac et Sainte-Colombe, épouse Isabeau de Gay,
- Claude, colonel de l'artillerie du Pape en Avignon en 1540,
- Jacques, gouverneur de Nyons, conseiller au parlement du Dauphiné en 1687,
- Isidore, conseiller au parlement du Dauphiné en 1722, puis Vicaire général d'Apt,
- Louis des Achards de La Baume, évêque de Cavaillon de 1761 à 1789.

## Titres
- Marquis de Sainte-Colombe (titre de courtoisie)
- Seigneuries de Veynes, Saint-André-de-Rosans, Saléon, Sainte-Colombe, Saint-Cyrice, Montmorin, Chauvac, Pennefort.

## Armes
| Image | Armoiries                                                                                     |
| ----- | --------------------------------------------------------------------------------------------- |
|       | Armes : De gueules à trois casques d'argent grillés, bordés et cloutés d'or, tarés de profil. |

L'Armorial et nobiliaire de l'ancien duché de Savoie donne :
- D'azur à 3 casques d'argent 2 et 1. (selon Besson. Laiolo).
- De gueules à 3 casques d'or 2 et 1. (selon l'Armorial du notaire Jacques-Adrien Bonnefoy, de Sallanches)
- Branche du Dauphiné : De gueules à 3 casques d'argent 2 et 1. (selon Chorier)
- Autre variante : D'azur à 3 casques d'or.

## Alliances
Les principales alliances de la famille en Dauphiné sont : de Massot de Pelissier, de Gruel, de Sallières, d'Anselme, de Chabestan d'Alauzon, de Fortia, de Baronat, de Marnais, Buchet de Saint-Guillaume, de Rhodes, d'Arlin, de Hamel, de La Forestie. 